# بوقية ألفرد نويع ألفرد
بوقية ألفرد نويع ألفرد (باللاتينية: Fritillaria alfredae Post subsp. alfredae) نويع نباتي ضمن نوع بوقية ألفرد ينتمي إلى جنس البوقية من الفصيلة الزنبقية.

## الموئل والانتشار
موطنها بلاد الشام.